# Almargem
A Almargem - Associação de Defesa do Património Cultural e Ambiental do Algarve é uma organização não governamental ligada à promoção e preservação da cultura e do ambiente, sedeada na cidade de Loulé, na região do Algarve, em Portugal.

## Descrição e história

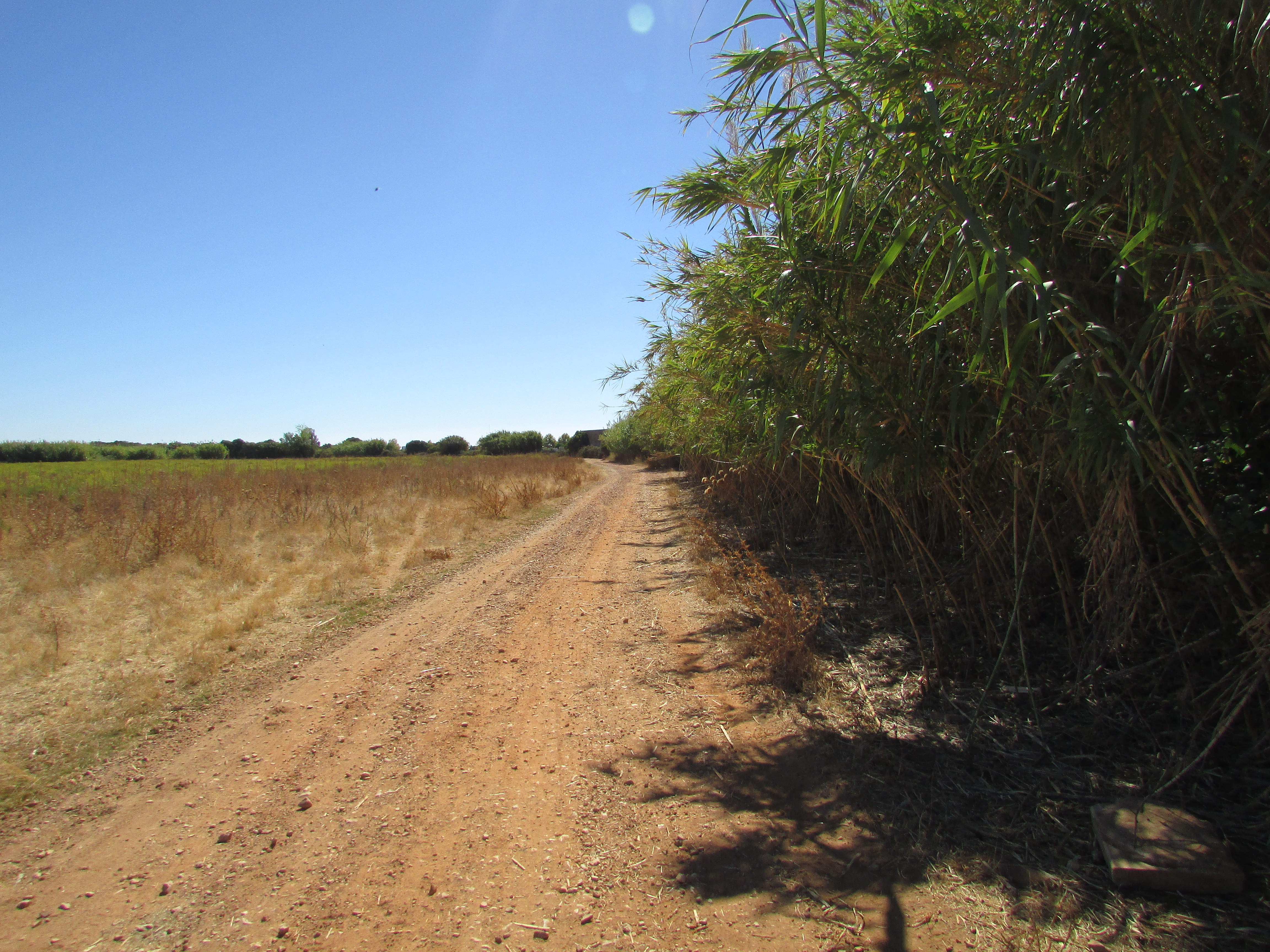
Parque ambiental de Vilamoura, onde está planeado o grande empreendimento turístico da Cidade Lacustre.

A associação Almargem foi formada na cidade de Loulé em Junho de 1988, tendo sido registada oficialmente em Silves no mês seguinte. Foi uma das organizações fundadoras da Confederação Portuguesa de Associações de Defesa do Ambiente. Um dos sócios fundadores da associação foi o arquitecto e pintor Fernando Silva Grade. Outro colaborador destacado foi o militar e botânico José Rosa Pinto, que participou em várias iniciativas ligadas ao ambiente, tendo por isso recebido o título de sócio honorário.
Foi criada no sentido de promover a investigação, a recuperação e a divulgação do património cultural, natural e histórico no Algarve. Empenha-se igualmente no desenvolvimento de actividades ligadas ao crescimento das comunidades locais, e que contribuam para o respeito pelo meio natural. Neste sentido, é responsável por um vasto leque de iniciativas ligadas à cultura e ambiente, incluindo actividades de promoção da natureza e do ambiente rural, e a realização de estudos e de pareceres técnicos em relação a diversos assuntos. É oficialmente considerada como uma organização não-governamental de alcance regional ligada ao ambiente, estando registada na Agência Portuguesa do Ambiente.
A associação esteve envolvida em várias polémicas ligadas à conservação do património histórico e natural, normalmente contra grandes empreendimentos turísticos. Por exemplo, na década de 2000 criticou duramente o processo de construção do Campo de Golfe de Vila Fria, no concelho de Silves, que levou à destruição parcial de importantes vestígios arqueológicos romanos, e nos finais da década de 2010 opôs-se ao grande programa Cidade Lacustre, em Vilamoura, que teria um impacto muito negativo no ambiente natural da zona. Em 2015 reagiu contra a instalação do empreendimento turístico do Vale do Freixo, em Loulé, alegando que iria ameaçar a fauna e a flora local, e o conjunto da Paisagem Protegida Local da Rocha da Pena. Em 2017 acusou a empresa Cimpor de querer ampliar a sua capacidade de co-incineração, e exigiu que a cimenteira divulgasse publicamente a «a origem concreta dos novos materiais e as possibilidades de contaminação derivada da eventual inclusão de resíduos indevidamente tratados no processo de fabrico de cimento, nomeadamente no que respeita a presença de metais pesados e dioxinas, para além do impacto da sua incorporação na evolução das taxas de emissão de gases poluentes e gases com efeito de estufa». Em 2018 denunciou a construção de um edifício de apoio no areal da Praia do Peneco, em Albufeira, e em 2019 apresentou um estudo onde alertou para o risco de colapso do ecossitema de Alagoas Brancas, no concelho de Lagoa, caso continuassem os planos da autarquia para a urbanização do local. Também em 2019, colaborou com o Instituto da Conservação da Natureza e das Florestas e a Câmara Municipal de Lagos no plano para a conversão da antiga casa do guarda florestal de Barão de São João.